# Дубове (Турчјанске Тјеплице)
Дубове (слч. Dubové) насељено је мјесто са административним статусом сеоске општине (слч. obec) у округу Турчјанске Тјеплице, у Жилинском крају, Словачка Република.

## Географија
Налази се око 5 км западно од Турчјанских Тјеплица.

## Становништво
| Година:    | 1994. | 2004.   | 2014.   | 2024.   |
| ---------- | ----- | ------- | ------- | ------- |
| Број људи: | 737   | 758     | 718     | 688     |
| Разлика:   |       | +2,84 % | -5,27 % | -4,17 % |

| Година:    | 2023. | 2024.   |
| ---------- | ----- | ------- |
| Број људи: | 675   | 688     |
| Разлика:   |       | +1,92 % |

Према подацима о броју становника из 2011. године насеље је имало 714 становника.